# Johann Emil Müry
Johann Emil Müry (* 22. April 1843 in Basel; † 9. Mai 1923 ebenda) war ein Schweizer Unternehmer und Politiker (FDP und Bürger- und Gewerbepartei).

## Leben
Müry besuchte das Realgymnasium Basel und machte dann eine kaufmännische Lehre in Basel. Ab 1870 gehörte er der Zunft zu Weinleuten an, wo er von 1887 bis 1923 Meister war. 1871 trat er in eine Eisenwarenhandlung ein, die er 1882 übernahm und zur Firma Müry & Cie. ausbaute.
Von 1881 bis 1899 war er freisinniges (FDP) Mitglied des Grossen Rates des Kantons Basel-Stadt. Von 1887 bis 1895 gehörte er dem Basler Zivilgericht an. Nach den Parlamentswahlen 1902 gehörte er bis 1911 Nationalrat an, wo er zeitweise Präsident der Alkoholkommission war. Von 1903 bis 1916 gehörte er dem Appellationsgericht an. Ab 1907 gehörte er der Kirchensynode, später dem Kirchenrat an. Nach der Nationalratswahl 1911 trat er aus der freisinnigen Partei aus, da der Jungfreisinn seine Wiederwahl bekämpft hatte. Unter dem Druck der FDP legte er sein Mandat nieder und trat in die Bürger- und Gewerbepartei ein. Von 1897 bis 1918 war er zudem Mitglied des Engeren Bürgerrats von Basel-Stadt; von 1917 bis 1918 war er Präsident dieses Rates. Müry war zudem Präsident der Christoph Merian Stiftung.